# Дибиргаджиев, Джамал Усумиевич
Джама́л Усуми́евич Дибиргаджи́ев (2 августа 1996, Махачкала, Дагестан, Россия) — российский футболист, нападающий пермского «Амкара».

## Клубная карьера
Родился в Махачкале в семье бывшего футболиста местного «Динамо». В шесть лет перебрался в ФШМ «Торпедо». В «Торпедо» попал случайно: отца позвали работать в Москву, и он перевез с собой всю семью. В столице он каждую субботу играл в футбол вместе со своими давними знакомыми Ринатом Дасаевым и Георгием Ярцевым. В 2010 году получил приглашение продолжить подготовку в школе лондонского «Арсенала», но вместе с семьей принял решение остаться в России.
С 2014 года в «Анжи». Дебютировал 30 мая 2015 году в последнем туре первенства ФНЛ против «Сахалина», в котором на 7-й минуте забил мяч.
В августе 2016 года перешёл на правах аренды в португальский клуб «Фатима». 18 сентября в домашнем матче против клуба «Навал» стал автором шести голов.
1 октября 2017 года дебютировал в российской Премьер-лиге в матче против «Зенита», выйдя на замену на 72-й минуте вместо Александра Прудникова.

## Достижения
«Анжи»
- Серебряный призёр Первенства ФНЛ: 2014/15

«Динамо» (Махачкала)
- Победитель группы 1 Второго дивизиона ФНЛ: 2021/22

## Личная жизнь
Женат. Будучи игроком «Фатимы», проживал с семьёй в Португалии.

## Клубная статистика
По состоянию на 27 мая 2018 года.
| Выступление      | Выступление      | Выступление      | Лига | Лига | Кубки | Кубки | Еврокубки | Еврокубки | Прочие | Прочие | Итого | Итого |
| Клуб             | Лига             | Сезон            | Игры | Голы | Игры  | Голы  | Игры      | Голы      | Игры   | Голы   | Игры  | Голы  |
| ---------------- | ---------------- | ---------------- | ---- | ---- | ----- | ----- | --------- | --------- | ------ | ------ | ----- | ----- |
| Анжи             | ФНЛ              | 2014/15          | 1    | 1    | 0     | 0     | 0         | 0         | 3      | 2      | 4     | 3     |
| Анжи             | РФПЛ             | 2017/18          | 2    | 0    | 1     | 0     | 0         | 0         | 0      | 0      | 3     | 0     |
| Анжи             | Итого            | Итого            | 3    | 1    | 1     | 0     | 0         | 0         | 3      | 2      | 7     | 3     |
| → Анжи-2         | ПФЛ              | 2014/15          | 19   | 10   | –     | –     | –         | –         | 0      | 0      | ?     | ?     |
| → Анжи-2         | ПФЛ              | 2017/18          | 4    | 0    | –     | –     | –         | –         | 0      | 0      | ?     | ?     |
| → Анжи-2         | Итого            | Итого            | 23   | 10   | 0     | 0     | 0         | 0         | 0      | 0      | 23    | 10    |
| → Фатима         | Чемпионат-лига   | 2016/17          | 15   | 10   | 3     | 0     | 0         | 0         | 0      | 0      | 18    | 10    |
| → Фатима         | Итого            | Итого            | 15   | 10   | 3     | 0     | 0         | 0         | 0      | 0      | 18    | 10    |
| → Велес          | ПФЛ              | 2017/18          | 9    | 4    | 0     | 0     | 0         | 0         | 0      | 0      | 9     | 4     |
| → Велес          | Итого            | Итого            | 9    | 4    | 0     | 0     | 0         | 0         | 0      | 0      | 9     | 4     |
| Всего за карьеру | Всего за карьеру | Всего за карьеру | 50   | 25   | 4     | 0     | 0         | 0         | 3      | 2      | 57    | 27    |